# N.S.-Funk

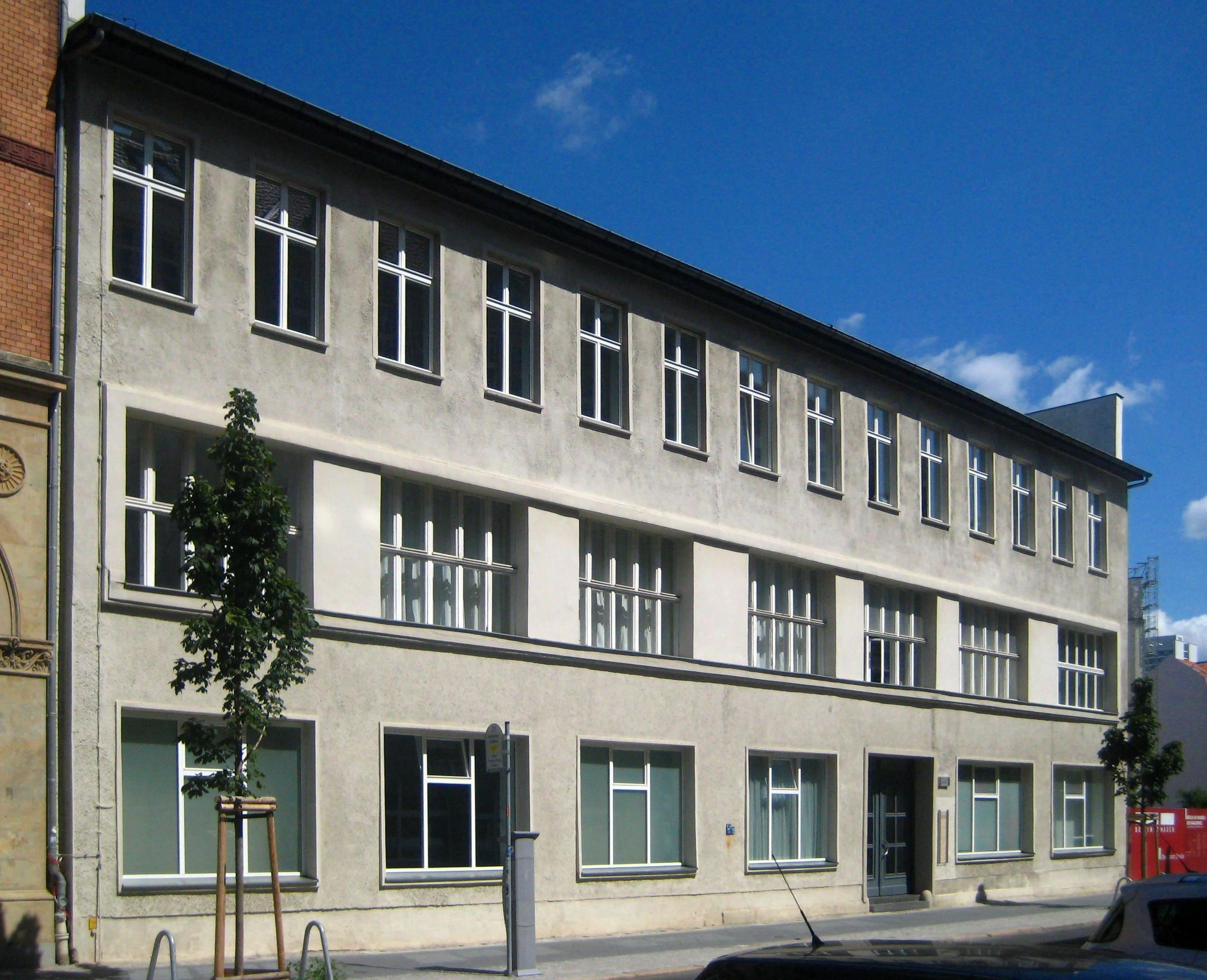
Zimmerstrasse 88, Berlín, donde se encontraba la oficina editorial de N.S.-Funk.

N.S.-Funk («Radio Nacional Socialista») fue una revista radiofónica alemana publicada en Múnich y Berlín entre 1933 y 1939. Era un semanario ilustrado. Fue un órgano central del Partido Nazi (NSDAP) y la Cámara de Radiodifusión del Reich (de) (un organismo dentro de la Cámara de Cultura del Reich).
En 1932, la dirección del Partido Nazi decidió iniciar una revista radial propia para competir con las diversas revistas de radio existentes. La publicación fue fundada en febrero de 1933 como la primera revista oficial de radio nazi, encargada de revisar los horarios de transmisión alemanes de acuerdo con la línea del partido. Era un diario oficial del NSDAP, que proporcionaba listas de horarios de programación de radio. Fue publicado por Franz Eher Nachfolger, el organismo editorial central del Partido Nazi. Tenía una sucursal editorial en Zimmerstrasse 88 en Berlín. Heinz Frante fue el editor en jefe de N.S.-Funk. Con el tiempo, N.S.-Funk creció en popularidad, a principios de 1937 alcanzó una circulación de alrededor de un cuarto de millón de copias.
N.S.-Funk reemplazaría a la revista de radio Der Deutsche Sender (de) ('La emisora alemana'), luego de que la antigua Asociación de radiodifusoras alemanas del Reich (de) (RDR) pasó a manos de la Cámara de Radiodifusión del Reich.
A diferencia de otras revistas de radio alemanas contemporáneas, N.S.-Funk se publicó en varias ediciones regionales, cubriendo cada uno de los diferentes distritos de transmisión, como Baviera, Berlín, Silesia, Prusia Oriental, Sarre-Palatinado, Alemania Central, Alemania Occidental, Sudoeste de Alemania, Norte de Alemania y Sur de Alemania.
Durante la prolongada campaña de propaganda de Volkssender-Aktion, cada copia de N.S.-Funk solía tener una o dos páginas dedicadas a los anuncios de la campaña. La publicación Funktechnischer Vorwärts funcionó como la edición técnica de radio de N.S.-Funk y Volksfunk.